# Chorozinho
Chorozinho est une municipalité brésilienne de État du Ceará. En 2010, elle compte 18 920 habitants.

## Source
- (pt) Cet article est partiellement ou en totalité issu de l’article de Wikipédia en portugais intitulé « Chorozinho » (voir la liste des auteurs).